# Szentkút (Ausztria)
Szentkút (németül Heiligenbrunn) község Ausztriában Burgenland tartományban, a Németújvári járásban.
Karácsfa, Lovászad, Németbükkös és Zsámánd tartozik hozzá.

## Fekvése
Németújvártól 10 km-re keletre, Körmendtől 17 km-re, Pinkamindszent 6 km-re nyugatra, a határ mellett fekszik.
A kataszteri közösségek Németbükkös, Karácsfa, Heiligenbrunn, Lovászad és Zsámánd.

## Nevének eredete
Nevét forrásáról kapta, amely évszázadok óta zarándokhely.

## Története
A község területe 1157-ben Németújvár uráé a Héder nembeli Wolferé volt, aki a bencéseknek adta. 1183-ban megalapították szentgotthárdi ciszterci apátságot, akiknek Ugrin győri püspök 1198-ban egy szőlőt adományozott itt . Gyógyvizes forrását "Sacrum Fons" alakban ekkor említik először, mellette már ekkor állt egy kápolna. Később az apátság még több birtokhoz is jutott a településen. 1225-ben a németújvári uradalomhoz tartozott. 1255-ben a Héderváryak szereztek itt birtokot. A falu első írásos említése 1342-ben történt "Scenthkut" alakban. 1482-ben "Zenthkwth" alakban említik. A 14. és 15. században a község területe az Ellerbachok, a Héderváryak és a pálosok birtoka volt.
1524-ben II. Lajos király gróf Batthyány Ferencnek adta, ettől kezdve a Batthyány család birtoka. 1532-ben bécsi hadjárata során felégette a török. 1548-ban 7, 1576-ban 17, 1588-ban 18, 1599-ben 22, 1634-ben 34 portát számláltak a településen. 1643-ban 45 házában 226 lakos élt. Szent Kelemen tiszteletére szentelt plébániatemplomát 1674-ben, iskoláját 1697-ben említik először. Plébániája 1698-ban létezett. 1720-ban 19 portája volt. A településen. A Szent Ulrik kápolnához irányuló zarándoklatokról 1757-ből származik az első feljegyzés. 1764-ben gróf Batthyány Ádám új templomot építtetett ide. A 18. században a magyar országgyűlés határozata alapján sváb családokat telepítettek le ide. 1787-ben 39 háza állt 226 lakossal. 1828-ban 39 házában 265 lakos élt. 1876-ban felépült az iskolaépület.
Vályi András szerint "SZENT KÚT. Német falu Vas Várm. földes Ura Gróf Batthyáni Uraság, lakosai katolikusok, fekszik Német Újvárhoz 1 mértföldnyire; határja meglehetős."
Fényes Elek szerint "Szentkút, Heiligenbrunn, német falu, Vas vmegyében, 288 kathol. lak., paroch. szentegyházzal, jó borral. F. u. gr. Batthyáni család, s a németujvári uradalomhoz tartozik. Ut. p. Rába-Sz.-Mihály."
Vas vármegye monográfiája szerint "Szent-Kút, 54 házzal és 306 r. kath. és ág. ev. vallású, németajkú lakossal. Postája Strém, távírója Német-Ujvár. A község a Strém patak mellett fekszik. Plébániája 1698-ban már fennállott. A kegyuri jogokat özv. gróf Batthyány Béláné gyakorolja."
1910-ben 1643 lakosából 1121 német, 473 horvát, 48 magyar nemzetiségű volt. A trianoni békeszerződésig Vas vármegye Németújvári járásához tartozott. 1921-ben Ausztria Burgenland tartományának része lett, bár magyar szabadcsapatok itt is ellenálltak az osztrák csendőrségnek. 1925-ben megalakult a község önkéntes tűzoltóegylete. 1926-ban felépült az új Szent Ulrik kápolna. 1932 és 1936 között szabályozták a Strém-patakot. 1959-ben felavatták az iskola új épületét. 1968-ban megalakult a helyi sportegyesület az SV Heiligenbrunn. 1971-ben Szentkút, Karácsfa, Németbükkös, Lovászad és Zsámánd egy községben egyesült. 1973-ban megalakult a helyi borászegyesület.
2001-ben 989 fős lakosából 915 német, 13 magyar, 36 horvát, 4 szlovák, 5 cseh, 16 fő egyéb nemzetiségű volt.
A településtől keletre 2004. május 1-jén került sor a Pinkamindszent-Szentkút átkelőhely megnyitására, majd a határellenőrzés a Schengeni egyezményhez való csatlakozással 2007-ben megszűnt.

## Nevezetességek
- A település szőlőhegyén a 17. és 18. századból származó pincesort találunk, 120 borospincével, melyek közül 50 zsúpfedésű.
- A település Szentkút forrása 1198-óta ismert, mellette az 1926-ban épített Szent Ulrik kápolna áll. A forrás vizét Batthyány-Strattmann László is használta különféle szembetegségek kezelésére.
- Szent Kelemen tiszteletére szentelt római katolikus plébániatemploma 1764-ben épült.